# Exochus ratzeburgi
Exochus ratzeburgi là một loài tò vò trong họ Ichneumonidae.